# RPCS3
RPCS3 (アールピーシーエススリー)は、フリーかつオープンソースで開発された、PlayStation 3のゲームエミュレータである。対応OSは、Windows、macOS、Linux、FreeBSD。
いち早く開発が始まった、事実上唯一のPS3エミュレータとして知られる。

## 概要
PS3のゲームタイトルをプレイしたり、デバッグを行うことができ、2022年12月現在の時点で既に、少なくともある程度、ほとんどの商用ゲームを実行できた。初期は複雑な設定が必要であったものの、現在では初期設定のままでもかなり動作させられる。サウンド、コントローラーの対応も完備しており、エミュレーション精度の高さが評価されている。
互換性のあるデバイスやOSで実行できる、PS3エミュレータを実験、研究、教育することを開発の目標としており、活発な開発が行われているため、2023年11月現在、安定版リリースが存在しない。

## 特徴
x64アーキテクチャのCPU向けにC++言語で開発されており、OpenGLやVulkanでのレンダリングに対応している。
コントローラに関連する設定は充実している。2021年時点では、サウンドが定期的に途切れる問題があるものの、サウンドスレッドの優先順位をあげる設定を行うことで解消できる。

### 互換性
互換性は高く、2023年11月現在、
また、PS3のゲームアーカイブスを通じて、PS1ソフトも対応している。

### 動作環境
2023年9月現在、64ビット版のWindows 10以降、最新のLinux、macOS 12.0以降、または最新のBSDディストリビューションが必要である。ハードウェアとしては、少なくとも4GBのRAM（推奨8GB）、x64アーキテクチャのCPU、OpenGL 4.3以上、またはVulkan（Vulkanが推奨）をサポートするGPUが必要となる。
PS3は、2006年発売の第7世代の家庭用ゲーム機であるため、GPUについてはそれほど高機能なものは必要なく、CPUの内蔵GPUでも動作可能な場合がある一方、エミュレーションは高い計算負荷がかかる処理であることから、CPUについては比較的高性能なものが必要となる。
また、ゲームデータとは別に、SIEの公式サイトからダウンロードできるPS3の公式ファームウェアも必要とする。

## 歴史

### 開発開始当初
PS3で採用されている独自のCPU、Cell Broadband Engineの複雑さからエミュレータ開発は難しいと考えられていたにもかかわらず、2011年5月23日、開発者のDHとHykemによって、開発中のエミュレータとして開発が開始された。同年9月に、初めて単純な自作ソフトを正常に実行することに成功し、2012年6月にv0.0.0.2として初めて公開リリースが行われた。当初は、Google Codeでソースコードを公開していたが、2013年8月27日からはGitHubに移行した。
同じ年の夏頃にはAlexAlteaが加わり、エミュレータのいくつかの要素に取り組み、2015年初頭まで開発に参加した。
2014年ごろから、実行できるソフトが増え始め、小さな自作アプリの動作に成功してからは、いくつかのゲームでタイトル画面をサウンド付きで読み込めるようになったり、重いグラフィカルな不具合や、スプライトが読み込めない問題はあるものの、魔界戦記ディスガイア3と神様と運命革命のパラドクスの一部を遊べるようになったり、さらには、連続した改善が功を奏し、アフターバーナー クライマックスのような軽量タイトルを、ほとんど不具合なくプレイできるようになった。
その後、DHが2016年半ばにプロジェクトを去り、PlayStation 4のエミュレータ「RPCSX（旧RPCS4）」にの開発に注力し始め、Hykemも同時期に開発から外れた。
2017年2月9日、RPCS3にPPE（PowerPC Processor Element）スレッドスケジューラが初めて実装され、Cellのマルチコア対応を強化した。その1週間後の16日には、PS3の公式ファームウェアをコアファイルシステムに直接インストールできるようになった。
同年5月、Vulkan対応により、4倍に近いパフォーマンスの向上が見られ、いくつかのゲームが「Playable（プレイ可能）」と認定されたと報告された。
長い間、オリジナルのファームウェアファイルは改造されたPS3からしか抽出できないと一般的に考えられていたため、参入障壁の高さがネックだったものの、すべてのライブラリが実際には各システムアップデートに同梱されていて、ここからファイルを抽出できる可能性があることが発見された。2017年からはPatreonも開始した。

### アトラスからのDMCA削除通知
2017年4月、欧米でのリリース日よりも前に、RPCS3でペルソナ5を遊べるようになり、メディアの注目を集めた。これを受けた同年9月、ペルソナの開発元であるアトラスは、RPCS3のPatreonページに対して、DMCA削除通知を出した。ペルソナ5のエミュレートに関する進捗状況に、頻繁に言及していたことが原因と見られる。ただ、当該ページからペルソナ5に関する部分を削除したため、要求は取り下げられた。この騒動により、市販のゲームも動かせるエミュレータとして、より注目を集めるようになった。

### 進展
その後の継続的なアップデートにより、2018年6月になって、PS1のゲームアーカイブスソフトへの対応が追加された。再リリース版のみが機能し、また、PS1のディスクは読み込みには未対応である。
2022年1月、クロスメディアバー (XMB)を最低でもバージョン2.80のファームウェアで実行できるようになったと発表した。同年5月5日には、RSXAudioが実装され、XMBで音を再生できるようになった。また同時期に、当時行われたSPUのパフォーマンス改善を示すビデオがYouTubeで公開された。
同年7月、以前は技術的な制限のために実行不可能と考えられていた、どこでもセーブ機能が実装された。